# GM49
A GM49 egy reggae-ska/új hullám együttes volt, amely 1981-ben alakult. 

## Története
1981-ben a Pop Meccs szavazásán elsők lettek "Az év meglepetése" kategóriában. 1982-től a KFT együttessel közösen klubot alapítottak a XI. kerületi pártházban abban az évben megnyitott Lágymányosi Közösségi Házban. 1984-től Galla Miklós és Gay Tamás duóra fogyatkoztak, majd csatlakozott hozzájuk Gérard néven Bardóczy Attila. Szintipopot játszottak, és megjelent egy nagylemezük. Az együttes nem sokkal később, 1986-ban megszűnt. A zenekart 2009-ben Galla Miklós újraalakította GM több mint 49 néven. A nevükben azért szerepel a 49-es szám, mert Galla Miklós gyerekkora egyik olasz filmjének állított így emléket, a Hétszer hétnek (Sette volte sette, 1968).

## Tagok
Eredeti zenekar 1981–1983:
- Galla Miklós (ének, gitár)
- Deák Gábor (szaxofon)
- Horváth Csaba (basszusgitár, ének)
- Birta Géza (dob)
- Borza Attila (dob)

Később alakult zenekar 1984–1986:
- Gérard (Bardóczy Attila) (ének)
- Galla Miklós (ének, billentyűs hangszerek)
- Gay Tamás (ének, billentyűs hangszerek)

Az újraalakult zenekar (GM több mint 49) tagjai 2009–...:
- Galla Miklós (ének, harmonika, humor)
- Nagy Ádám (gitár, vokál)
- Pulius Tamás (billentyű, vokál)
- Demeter Zoltán (basszusgitár, vokál)
- Molnár Kristóf (dob)

## Diszkográfia

### Kislemezek
- Kötöde / Hullám-reggae (Start SPS 70522, 1982)
- Csináljatok valamit / A kása forrón jó (1982)

### Nagylemez
- Digitális Majális (1985)